# Збір (економіка)
Збір (плата, внесок) — обов'язковий платіж до відповідного бюджету, що справляється з платників зборів, з умовою отримання ними спеціальної вигоди, у тому числі внаслідок вчинення на користь таких осіб державними органами, органами місцевого самоврядування, іншими уповноваженими органами та особами юридично значимих дій.
Ліцензійний збір — плата отримувачів ліцензій їх продавцям за використання предмета ліцензійної угоди. Право видачі ліцензій надається компетентним органам. Одна організація може мати ліцензії від різних вищестоящих компетентних організацій. За кожну ліцензію стягується плата — збір у розмірі, встановленому законом. Найширше використовується ліцензійний збір при ліцензуванні експорту та імпорту товарів, сировини, чим забезпечується контроль держави за зовнішньоекономічними операціями та за використанням валютних коштів.